# Nada Jabado
Nada Jabado ist eine libanesisch-kanadische Ärztin und Wissenschaftlerin, spezialisiert auf pädiatrische Neuro-Onkologie und Humangenetik. Als Professorin an der McGill University und führende Forscherin am Montreal Children's Hospital hat sie grundlegende Beiträge zum Verständnis und zur Behandlung pädiatrischer Gehirntumore geleistet.

## Leben
Jabado erlebte als Kind im Libanon die Auswirkungen des Bürgerkriegs. Ihre Familie zog später nach Frankreich, das sie als außergewöhnlich aufnehmendes Land beschreibt. In Frankreich durchlief sie einen Großteil ihrer schulischen und akademischen Laufbahn und studierte Medizin an der Universität Paris VI. Dort erlangte sie 1992 den Master of Science in Biochemie, 1993 das Diplôme d’études approfondies (DEA) in Immunologie sowie 1995 den Doktor der Medizin und das Diplôme d’études supérieures spécialisées (DESS) in Pädiatrie. 1998 wurde sie an der Paris VI in Immunologie promoviert.
Während ihrer Zeit in Frankreich lernte Jabado ihren späteren Ehemann kennen, einen kanadischen Arzt, und zog anschließend mit ihm weiter nach Montreal.
An der McGill University in Montreal wirkte sie als Postdoktorandin in Biochemie und gründete im Jahr 2003 ihr eigenes Forschungslabor am Forschungsinstitut des McGill University Health Centre.

## Wirken
Jabado gilt als führende Expertin auf dem Gebiet der pädiatrischen Hirntumoren. Ihr bedeutendster wissenschaftlicher Beitrag ist die Entdeckung der sogenannten Onkohistone, spezifische Mutationen in Histonen, die für aggressive Hirntumore bei Kindern verantwortlich sind. Ihre Arbeiten zeigen, dass Gehirntumoren bei Kindern fundamentale genetische und molekulare Unterschiede zu denen bei Erwachsenen aufweisen, wodurch sich die Behandlung und Diagnostik dieser Hirntumore wesentlich verbessern konnte.
Insbesondere identifizierte Jabado, dass pädiatrische Glioblastome, aggressive Hirntumore, häufig durch Mutationen in Genen verursacht werden, welche die DNA-Struktur und -Organisation beeinflussen. Ihre Forschung führte zur Entwicklung neuer personalisierter Therapiemöglichkeiten, die erheblich zur Erhöhung der Lebenserwartung und Lebensqualität betroffener Kinder beitrugen.
Ein weiterer Aspekt ihrer Forschung betrifft seltene genetische Erkrankungen, wie im Fall der Familie Trinh, deren außergewöhnlich seltene erbliche Krebserkrankung sie durch Genomsequenzierung identifizieren und erfolgreich behandeln konnte.
Jabado gilt als Fürsprecherin für Investitionen in Forschung und eine verbesserte gesellschaftliche Wahrnehmung von Wissenschaft und Medizin.
Jabado erhielt zahlreiche Auszeichnungen, darunter den Robert L. Noble Prize, den Dr. Chew Wei Memorial Prize in Cancer Research und wurde zum Officer des Order of Canada ernannt. Im Jahr 2024 erhielt sie den L’Oréal-UNESCO-Preis für ihre revolutionären Erkenntnisse zu genetischen Defekten bei aggressiven pädiatrischen Hirntumoren und für ihre international bedeutenden wissenschaftlichen Kooperationen, welche die medizinische Praxis in der pädiatrischen Krebsbehandlung neu geprägt haben.